# 富山県道147号立山舟橋線
富山県道147号立山舟橋線（とやまけんどう147ごう たてやまふなはしせん）は富山県中新川郡立山町から同郡舟橋村に至る一般県道である。

## 概要

### 路線データ
- 起点：富山県中新川郡立山町利田（富山県道161号岩峅寺大石原水橋線交点）
- 終点：富山県中新川郡舟橋村竹内（富山県道4号富山上市線交点）
- 実延長：2,913m

## 沿革
- 1995年（平成7年）4月1日 - 認定[1]

## 通過する自治体
- 富山県
  - 中新川郡立山町 - 中新川郡舟橋村

## 接続する道路
- 富山県道161号岩峅寺大石原水橋線（起点：立山町利田）
- 富山県道6号富山立山公園線（横沢交差点）
- 富山県道4号富山上市線（終点：竹内交差点）

## 周辺
- 舟橋郵便局
- 富山地方鉄道本線 越中舟橋駅
- JAアルプス 舟橋ふれあいセンター
- 舟橋村役場
- 舟橋村立舟橋小学校
- 上市警察署舟橋村駐在所
- 舟橋村立舟橋中学校
- 舟橋・立山天然温泉 湯めごこち
- あおぞら保育園